# Evangelische Kirche im Fürstentum Liechtenstein

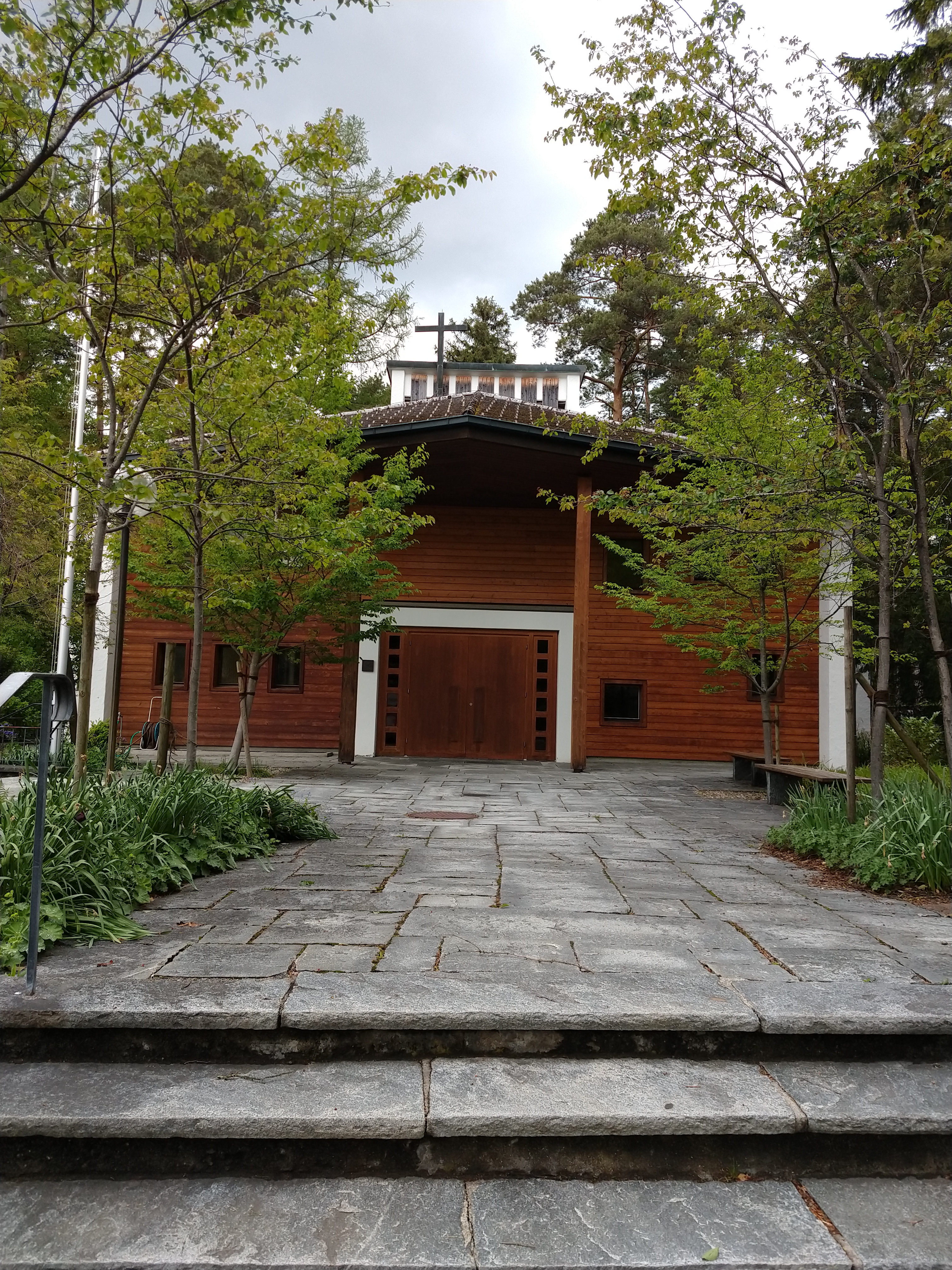
Evangelische Kirche in Vaduz-Ebenholz

Die Evangelische Kirche im Fürstentum Liechtenstein ist eine der kleinsten evangelischen Kirchen in der Diaspora.

## Geschichte
Die Anfänge fallen zusammen mit der Gründung einer Weberei in Triesen durch Schweizer Industrielle im Jahre 1863. Für deren Arbeiter (1875 etwa 50), die meist aus dem nahen Ausland stammten, wurde 1880 vom Pfarrer der reformierten Kirchgemeinde Sevelen die Erlaubnis zu Seelsorge und Religionsunterricht bei der Regierung erbeten. Seit 1881 stand den 19 schweizerischen und 5 deutschen Gemeindegliedern der erste Gebetssaal zur Verfügung, bis diese Gruppe, die noch zur reformierten Kirchgemeinde Sevelen gehörte und von Schweizer und deutscher Seite unterstützt wurde, sich in Triesen ein Haus kaufte, das bis 1963 benutzt wurde.
Zwei weitere „Evangelische Vereine“ entstanden in Vaduz/Schaan und Eschen/Mauren. Der letztgenannte fand sich im Anschluss an den Zollvertrag mit der Schweiz zusammen und bestand weitgehend aus schweizerischen Grenzbeamten und deren Familien. In Vaduz/Schaan waren die Mitglieder des Evangelischen Vereins vor allem aus der Schweiz und aus Deutschland Zugezogene, die im Zusammenhang mit der Industrialisierung in das Land kamen.
Am Palmsonntag 1938 wurde der erste evangelische Gottesdienst in der Hauptstadt Vaduz gehalten. Pfarrer aus Sevelen, Buchs oder Feldkirch (A) hielten danach monatlich Gottesdienste im Rathaussaal. Am 30. Januar 1944 schlossen sich die drei „Evangelischen Vereine“ zum „Verein der Evangelischen im Fürstentum Liechtenstein“ zusammen, der sich 1961 den Namen „Evangelische Kirche im Fürstentum Liechtenstein“ gab.
1950 beauftragte der Seveler Pfarrer Peter Rotach den deutschen Pfarrer Felix Troll, der in der Seveler Tuchfabrik arbeitete, ehrenamtlich mit der Betreuung der Triesner Weberei-Gemeinde. Sie umfasste nach Liechtensteiner Volkszählung vom Dezember 1950 rund ein Dutzend Mitglieder von insgesamt 497 Protestanten.
Bis 1952 wurden die Evangelischen Vereine in Triesen, Vaduz und Mauren von den Pfarrern der benachbarten Evangelischen Kirchgemeinden in der Schweiz und Vorarlberg betreut. 1952 konnte dann dank der Hilfe der St. Galler Kantonalkirche und des Protestantisch-kirchlichen Hilfsvereins der Schweiz zunächst eine teilzeitliche, 1956 dann eine vollzeitliche Pfarrstelle geschaffen werden, und Eugen W. Pfenninger wurde zum ersten Pfarrer der jungen Kirche gewählt.
Im gleichen Jahr gründete Pfarrer Troll aus zwei Bibelkreisen in Schaan und Vaduz die Evangelische Arbeitsgemeinschaft, die sich 1954 unter dem Namen Evangelische Gemeinde lutherischen Bekenntnisses als Verein konstituierte. Es entstand also in der kleinen Minderheit der evangelischen Christen in Liechtenstein neben der Evangelischen Kirche auch noch eine weitere protestantische Kirche, die Evangelisch-lutherische Kirche im Fürstentum Liechtenstein.
1958 kam es zu einem Schenkungsvertrag der Weberei Jenny & Spoerry für ein Kirchengrundstück im Stadtteil Vaduz-Ebenholz. Die Kirche konnte 1960 gebaut und 1963 bezogen werden. Vorher fanden die Gottesdienste in den Schulhäusern bzw. im Vaduzer Rathaussaal statt. Sie bietet Platz für ca. 200 Personen.

## Organisation
Die Kirche hat den Status eines eingetragenen Vereins. Immer noch sind die meisten Mitglieder nicht Liechtensteiner Staatsangehörige (ein Drittel der Liechtensteiner Einwohner sind Ausländer, ungefähr acht Prozent der Einwohner sind evangelisch, das sind rund 2800 Personen). Gemäss Gemeindeordnung Artikel 4 sind alle getauften Christen aller evangelischen Bekenntnisse mit Wohnsitz im Fürstentum Liechtenstein Mitglieder. Angehörige der evangelischen Konfession ohne Wohnsitz im Fürstentum Liechtenstein und Personen anderer oder ohne Konfession können sich um Mitgliedschaft bewerben.
Die evangelischen Kirchen erhalten seit dem 15. September 1964 staatliche Zuschüsse, sind aber zur Finanzierung ihrer Aufgaben auf Spenden und Mitgliedsbeiträge angewiesen.

## Mitgliedschaften
- Konferenz der Kirchen am Rhein
- Evangelisch-reformierte Kirche Schweiz (EKS) (assoziiert über die Evangelisch-reformierte Kirche des Kantons St. Gallen)
- Konferenz Europäischer Kirchen
- Gemeinschaft Evangelischer Kirchen in Europa
- Ökumenischer Rat der Kirchen (über EKS)